# Први лионски сабор
Први лионски сабор тринаести је екуменски сабор кога признаје римокатоличка црква. Одржао се 1245. године под руководством папе Иноћентија IV. 

## Увод
Папа Иноћентије IV изабран је јуна 1243. године. Он је наставио политику свога претходника супротстављања светоримском цару Фридриху II. Фридрих је деценију и по раније предводио крсташки рат у Светој земљи, приликом кога је успео да освоји Јерусалим, споразумевши се са ајубидским султаном (једним од Саладинових наследника) Малик ел Камилом. Папа је нападао Фридрихове територије на Сицилији користећи се његовим одсуством. Након периода мира, рат се поново распламсао 1239. године након победе светоримског цара над Ломбардском лигом. Фридрих је чак опсео Рим, али није успео да га заузме. Гргур је умро 1241. године, а након краткотрајног понтификата Целестина IV на папску столицу дошао је Иноћентије IV. Сукоб се наставио, а разлог сазивања сабора у Лиону био је да се постави противкандидат Фридриху за светоримског цара. 

## Сабор
Иноћентије је стигао у Лион 2. децембра 1244. године, а почетком наредне године позвао је црквене бискупе на сабор. Око 250 прелата одговорило је на позив, укључујући и патријархе Цариграда, Антиохије и Аквилеје, као и 140 бискупа. Сабору су присуствовали и латински цар Балдуин II, тулуски гроф Рајмунд VII и Рајмунд Беренгар IV, гроф Провансе. Фридрих је на сабору у Лиону екскомунициран. Из цркве је изопштен и португалски краљ Санчо II. Папа је на сабору упутио подршку француском краљу Лују IX у његовим настојањима да покрене Седми крсташки рат. Наиме, мир у Светој земљи трајао је до Камилове смрти 1238. године, након чега је краткотрајно владао Малик ел Адил II. Ратоборни султан Ејуб, Адилов наследник, поразио је крсташе код Форбије 1244. године, након чега је његов војсковођа Ејбак без отпора заузео Јерусалим 1244. године. На отварању сабора у Лиону, 28. јуна, након певања химне Veni Creator Spiritus, Иноћентије је проповедао на тему пет "рана" Цркве: 1) непримерено понашање клера, 2) муслиманског заузећа Јерусалима, 3) раскола истока и запада, 4) татарске најезде у Угарској, 5) екскомуникацији Фридриха. 

### Одлуке
Сабор у Лиону донео је следеће одлуке: 
- Цистерцити су обавезани на плаћање десетине.
- Одобрена су правила Грандмонтина.
- Одређено је да кардинали носе црквене кардиналске капе.
- Припремљена су 38 правила које је каснији папа Бонифације VIII уврстио у своје декрете.